# Ліч (фентезі)

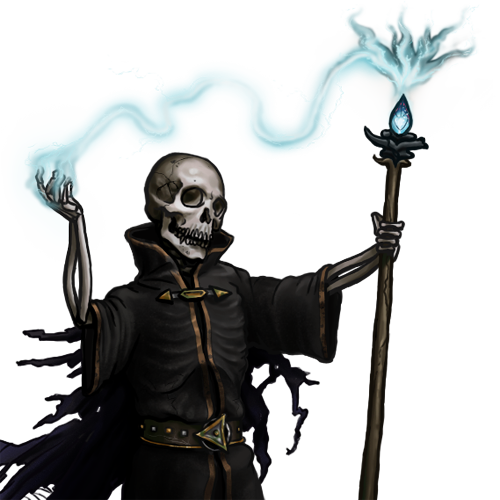
Типове зображення ліча (відеогра The Battle for Wesnoth).

Ліч (англ. lich, від давн-англ. līċ — «труп») — один з типів немертвих у фентезі, чаклун, який досягнув тілесного безсмертя. Для цього жива істота використовує заклинання чи ритуали, які вбивають її тіло, але прив'язують розум до нього. Таким чином ліч уникає старіння і стає безсмертним.
У фентезійних творах (наприклад, «Імперії некромантів» Кларка Ештона Сміта 1936 р.) слово lich первісно використовувалось у сенсі просто «труп», потім стало спеціальним терміном для позначення амплуа в рольових фентезійних іграх. Пізніше вживання терміна щодо специфічного типу немертвих істот починається з 1976 року: з гри Dungeons & Dragons, і з брошури «Грейхок», написаної Гаррі Гайгексом і Робертом Кунцом.

## Образ ліча
Як правило, ліч зображається рухомим скелетом, наділеним сильними магічними здібностями і владою над іншим немертвим. Ліч зазвичай укладає свою душу (життєву силу) в спеціальному предметі — філактерії, за допомогою якого здатний відродитися після знищення старого тіла в підхожому новому. До філактерії може укладатися і смертність, роблячи чаклуна так само незнищенним, поки філактерія ціла.
У ранніх фентезійних творах, як «Імперія некромантів» Кларка Ештона Сміта, лічами називалися, відповідно до первісного значення, будь-які трупи. У настільній грі Dungeons & Dragons слово вперше стало вживатися стосовно немертвих. Звідти ж виникло поширення поняття «ліч» на істот, які не будучи людьми за життя, володіли магією. Такими є, наприклад, дракони-лічі чи іллітиди-лічі.
Особливим випадком ліча є деміліч. Ця істота — ліч, тіло якого в силу давнини розпалося на пил і цілою залишилася невелика частина, як правило, череп. Проте демілічі володіють сильнішими магічними здібностями, аніж звичайні лічі, а їхні рештки пересуваються завдяки левітації.

## Галерея

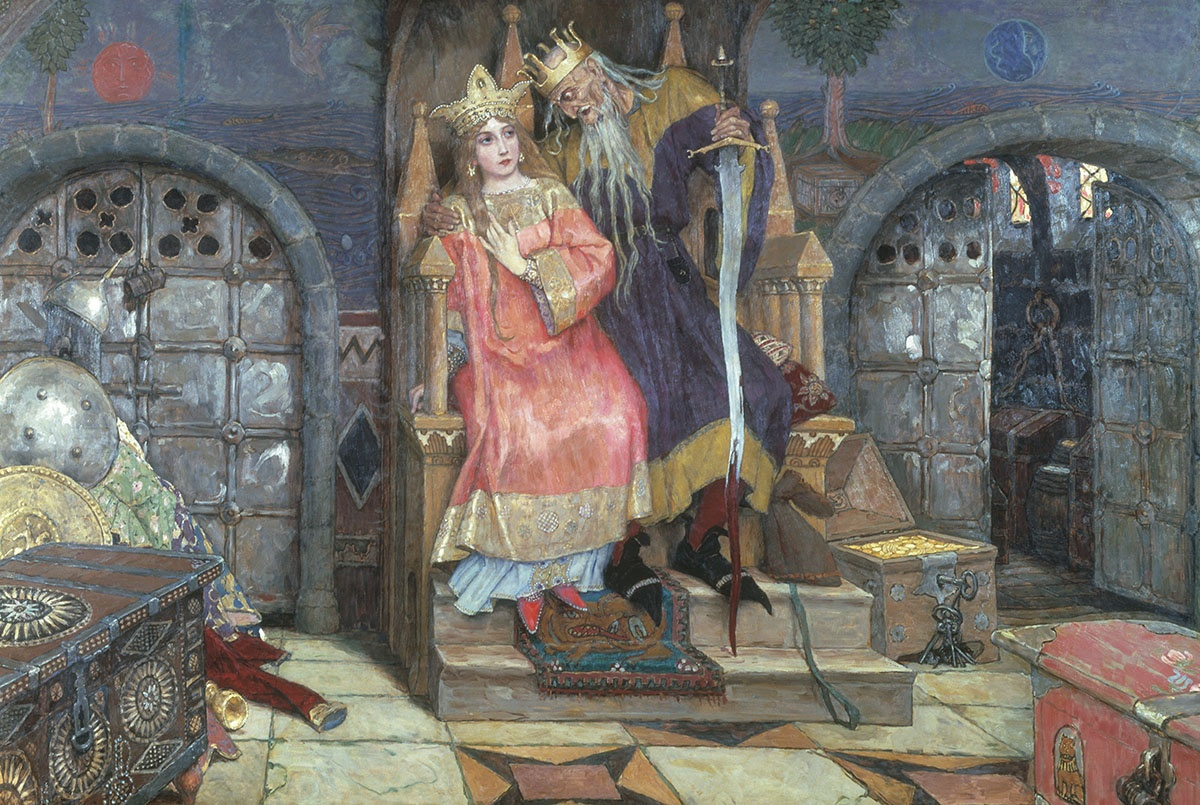
Костій — фольклорний відповідник фентезійного ліча (картина Віктора Васнецова «Кощій Безсмертний»)
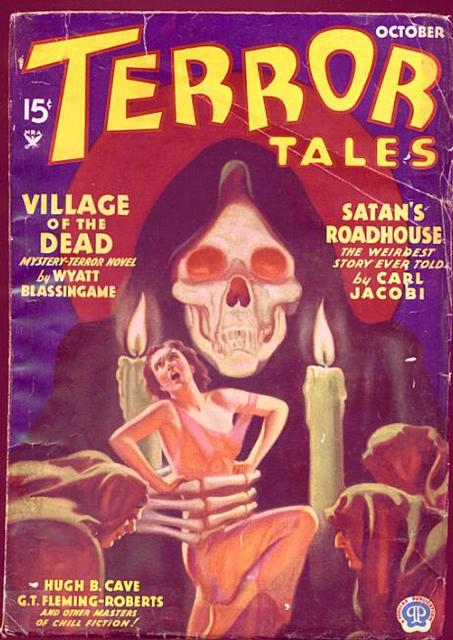
Ліч на обкладинці журналу «Terror Tales», 1934